# Perischizon brasiliense
Perischizon brasiliense är en svampart som beskrevs av Viégas 1947. Perischizon brasiliense ingår i släktet Perischizon och familjen Parmulariaceae.   Inga underarter finns listade i Catalogue of Life.